# Opharus immanis
Opharus immanis là một loài bướm đêm thuộc phân họ Arctiinae, họ Erebidae.